# Trường Ninh, Nghi Tân
Trường Ninh (chữ Hán giản thể: 长宁县, Hán Việt: Trường Ninh huyện) là một huyện của địa cấp thị Nghi Tân, tỉnh Tứ Xuyên, Cộng hòa Nhân dân Trung Hoa. Huyện Trường Ninh có diện tích 975 km², dân số 430.000 người (năm 2002).
Huyện Trường Ninh được chia ra thành các đơn vị hành chính gồm 11 trấn: Trường Ninh, Mai 硐,Song Hà, 硐 Để, Hoa Than, Trúc Mai, Lão Ông, Cổ Hà, Hạ Trường, Long Đầu, Vạn Lĩnh, Đồng La, Đồng Cổ, Tỉnh Giang, Tam Nguyên, Khai Phật, Phú Hưng, Mai Bạch.